# Eric M. Runesson
Eric M. Runesson (ur. 26 września 1960 w Sztokholmie) – szwedzki prawnik, członek szwedzkiego Sądu Najwyższego oraz Akademii Szwedzkiej.

## Biografia
W 1986 roku skończył studia prawnicze na Uniwersytecie Sztokholmskim. W latach 1987–1988 wykładał prawo handlowe na Wyższej Szkole Handlowej w Sztokholmie, na tej samej uczelni w 1996 roku obronił pracę doktorską z zakresu prawa. W latach 2003–2009 był profesorem prawa handlowego na Uniwersytecie w Lund, od 1995 roku pracował również jako adwokat.
We wrześniu 2018 roku został powołany na członka szwedzkiego Sądu Najwyższego, a w grudniu 2018 roku na członka Akademii Szwedzkiej, gdzie zajął fotel nr 1.